# 斯蒂爾島
斯蒂爾島是阿爾巴尼亞的島嶼，位於該國南部愛奧尼亞海，由夫羅勒州負責管轄，長0.08公里、寬0.11公里，面積0.006平方公里，該島多岩石。